# إدي كليف
إدي كليف (بالإنجليزية: Eddie Cliff)‏ (30 سبتمبر 1951 بليفربول في المملكة المتحدة - ) هو لاعب كرة قدم بريطاني في مركز الدفاع. لعب مع نادي بيرنلي ونادي ترانمير روفرز لكرة القدم ونادي روتشديل ونوتس كاونتي ولينكولن سيتي أف سي وشيكاغو ستينغ.

## وصلات خارجية
- إدي كليف على موقع قاعدة بيانات كرة القدم.إي يو (الإنجليزية)